# Órbita síncrona
Una órbita síncrona o sincrónica es una órbita en la que el periodo orbital del cuerpo orbitando (normalmente un satélite) es igual al periodo de rotación del cuerpo en el cual orbita (normalmente un planeta) y, además, orbita en el mismo sentido que este cuerpo.
Un satélite en una órbita síncrona que además sea ecuatorial y circular aparecerá suspendido e inmóvil en un punto sobre el ecuador del planeta orbitado. Sin embargo, una órbita síncrona no necesariamente tiene que ser ecuatorial ni circular. Un cuerpo en una órbita síncrona no ecuatorial aparecerá oscilante de norte a sur en torno a un punto sobre el ecuador del planeta, mientras que un cuerpo en una órbita elíptica parecerá que oscila de este en oeste. Para un observador situado en el cuerpo orbitado o central, la combinación de estos dos movimientos produce un analema (figura en forma de 8).
Una órbita síncrona alrededor de la Tierra se llama órbita geosíncrona. Si, además, ésta es ecuatorial y circular se llama órbita geoestacionaria.
Una órbita síncrona en torno al Sol se llama órbita heliosíncrona.
Esta última, no se tiene que confundir con la órbita polar heliosíncrona que es una órbita geocéntrica que mantiene fija su orientación relativa con el Sol, de manera que el ángulo entre el plano de la órbita y el eje Tierra-Sol se mantiene constante a lo largo del año.